# Heinrich Tibor
Omoroviczai Heinrich Tibor (Budapest, 1898. november 3. – Ausztria, Tirol, Lienz, 1953. november 24. ) magyar jégkorongozó kapus, vitorlázó, olimpikon.
Az 1928. évi téli olimpiai játékokon játszott a jégkorongtornán a magyar csapatban, mint kapus. Ez volt az első alkalom, hogy a magyar válogatott részt vett a téli olimpián. Az A csoportba kerültek, ahol először a franciáktól kaptak ki 2–0-ra, majd a belgáktól 3–2-re szintén kikaptak. Az utolsó mérkőzésen a britektől is kikaptak 1–0-ra, így a csoportban az utolsó helyen végeztek. Összesítésben a 11. vagyis az utolsó helyen végeztek.
Részt vett az 1930-as jégkorong-világbajnokság. A 6. lett a magyar csapat.
Klubcsapata a Budapesti Korcsolyázó Egylet volt.
Az 1928. évi nyári olimpiai játékokon indult vitorlázásban. A 6 méteres osztályban 11. lett.
Az 1936. évi nyári olimpiai játékokon ismét indult vitorlázásban és a finn dingi kategóriában 7. lett.
Később Ausztriába emigrált és ott is hunyt el.